# 山里亮太の不毛な議論
『水曜JUNK 山里亮太の不毛な議論』（すいようジャンク やまさとりょうたのふもうなぎろん）は、TBSラジオ制作・全国5局ネットで放送されているラジオ番組。お笑いコンビ・南海キャンディーズの山里亮太がパーソナリティを務める。
2010年4月8日放送開始。放送時間は毎週木曜日1:00 - 3:00（水曜深夜） 。

## 概要
番組タイトルはせきしろとのトークイベントタイトル「不毛な議論」から。山里のブログ（現在休止中）のタイトル「不毛な議論」もイベントに由来する。
番組には山里公認の「不毛ファミリー」が存在する。ファミリーに入るためには、山里およびリスナーに支持されていることが必要である。構成者は、山里、当番組スタッフ、ももいろクローバーZ、松井咲子（元AKB48）、クロちゃん（安田大サーカス）、R藤本、本間正人、aiko等が挙げられる（著名人は番組初出演順）。

## 出来事
2018年12月20日、山里が虫垂炎により、番組開始以来初の欠席。代打を相方の山崎静代と後輩であるGAG宮戸洋行が務め、『山崎静代の不毛な議論』として放送された。
2019年6月5日、山里が蒼井優との結婚を発表。翌6月6日未明（5日深夜）放送の『不毛な議論』で、最初に番組で結婚について発表することを前提にこの日に公表することを決めたことや、極秘入籍するために東京都の隣県にある市役所に婚姻届を提出したことなど、結婚に関する秘話を紹介（ゲストに山崎静代とaikoが出演）。番組終盤では山里が番組内での自身の立ち位置から「結婚」に対して躊躇していたのを、逆にリスナーの声で後押しされたことを涙ながらに明かした。この日の放送はradikoで番組平均で73.6%、 瞬間最高で75.8%という高シェア率を獲得した。
2020年6月4日の放送では結婚1周年ということで、相方・山崎静代が出演した。
2021年2月25日放送分より、番組ホームページのTOPイラストが変更された。イラストはビッグコミックスピリッツで漫画『警眼－ケイガン－』を連載中であり、不毛リスナーでもある漫画家・早坂ガブが寄稿したもの。
2021年10月7日の放送では通算600回ということで、TERU（GLAY）が出演。
2022年3月16日の放送は当日夜に福島県沖で発生した地震に関する報道特番を行うため休止。特番中に山里が休止の挨拶を行い報道特番を進行するキニマンス塚本ニキ・荻上チキとのトークも少しながら行われた。
2022年7月27日の放送は山里が新型コロナウイルス陽性となったため番組を欠席。代打は前回欠席時と同じく山崎静代とGAGひろゆき(2021年10月7日に宮戸洋行から改名)が務め、『山崎静代の不毛な議論』として放送。
2022年8月4日、山里が引き続き療養期間中にあたる為二週連続で欠席。代打はGAGひろゆきとR藤本が務め、『山里軍団の不毛な議論』として放送した。
2022年8月10日、山里が3週間ぶりに復帰。番組冒頭で第一子が誕生したことを発表した。
2022年12月7日、ゲスト出演した山崎静代が番組中盤で自身の婚約をサプライズ発表。山里の妻・蒼井優は山崎から2か月前から相談を受けていたことなどが明かされ、番組終盤では山崎の婚約者・佐藤達も出演し、両名の婚姻届に山里が証人としてサインを行った。
2024年7月3日の放送は山里が体調不良ということで番組を欠席。代打は山里の同期である久保田かずのぶ（とろサーモン）とネゴシックスが務め、『ネゴシックス・とろサーモン久保田の不毛な議論』として放送。ゲストとして中山功太と山崎静代も出演した。なおこの日ゲストとして出演する予定だった流れ星☆の出演は翌週10日に変更された。
2025年1月1日の放送は山里が体調不良ということで番組を欠席。この日のゲストとして出演予定だったトム・ブラウンが代役を務め、『トム・ブラウンの不毛な議論』として放送。ゲストとしてヤーレンズも出演した。

## コーナー
番組開始当初は、スタッフ7名+山里の8名によりコーナー案が考えられ、人気の高かったものをレギュラーコーナーとしていた。
2012年4月のコーナー改編では、リスナーからもコーナー案を募集。山里、構成作家陣、宮嵜プロデューサー、廣重ディレクターの考えたコーナー案と共に、リスナー投票による「コーナー総選挙」を行い、3位以内にランクインしたものを新コーナーにした（1位:グータンチ○ポ＜リスナー発案、ラジオネーム・古いピエロ＞、2位:綺麗な花が咲きました＜リスナー発案、ラジオネーム・鳥獣戯画ジャクソン＞、3位:ハッシュタグ65点の女＜構成作家陣発案＞）。
2020年10月よりメールが採用されるとディルドポイント（DP）と呼ばれる得点を1点獲得、その日最も良い投稿であるMVPには10DPが与えられる。貯めたDPは賞品と交換することができる。

### 現在のレギュラーコーナー
2時です→シン・2時です
TBSラジオで時報前に流れる架空の時報スポットをリスナーに考えてもらう。ネタは実際の2時の時報直後に紹介される。2020年10月8日放送分にて終了。2021年4月より「シン・2時です」のタイトルで復活。
ここまでのあらすじ
2020年10月1日放送分にて行われた「新コーナー・グローバルオーディション」で採用された、RN:ふるふーる考案のコーナー。
番組を途中からしか聞けなかったリスナーのために、ここまでの（いい加減な）あらすじを上村彩子(TBSアナウンサー)のナレーションでズバッと説明するコーナー。採用されたネタは「古畑任三郎でした」の形式を受け継ぐ形でCM明けジングルとして使用される。
シークレット・ベース～君が謝りたいこと～
「secret base〜君がくれたもの〜」をBGMに、リスナーのやってしまった失敗と謝罪を読み上げるコーナー。
わかってしまいました
リスナーから世の中のありとあらゆるものを考察し、その答えを投稿してもらうコーナー。
復活！テンプレゴーストライター
2025年3月19日放送分より開始。かつて行われていたコーナー「テンプレゴーストライター」が期間限定で復活。お題となるシチュエーションに合うような山里風の特徴的なツッコミ（通称「テンプレートツッコミ」）をリスナーに考えてもらうコーナー。
社長！ 心の叫び！
2025年3月19日放送分より開始。寿司チェーン「すしざんまい」の社長に扮した山里が、心の叫びを世にぶつけていくコーナー。

### Podcast限定コーナー
比率
2021年4月より開始したレギュラーコーナー。あるテーマについて、3つの項目で全体が100となる比率を作ってもらう。
2025年3月より、Podcast限定コーナーに異動した。

### 休止中のコーナー
子供達を責めないで → 子供達を責めないでハイパー → 子供達を責めないでリターンズ → 子供達を責めないでⅤ（ファイブ）
プロデューサー・池田考案。子供に言わせると面白そうな言葉を募集するコーナーで、ディスコ音楽に乗せて、ネタが事前収録した子供の声によって読み上げられる。しかし、実際には山里へのダメ出しネタや悪口ネタが多く投稿されており、山里は「僕がひたすら叱咤されるコーナー」と言っている。ゲスト出演時には、ゲストにちなんだネタも募集・紹介される。なお投稿ネタは、全て当番組プロデューサーが管理しているため、山里は事前にネタを知らされていない。
2011年5月19日放送分（5日放送分でも形態は同じ）より、「水曜JUNK・ぼく、こどもだよ!」がこのコーナー内でスタートした（テーマBGMは「ボクたち大阪の子どもやでェ」）。フリートークや「一年生になったら」のコーナーも誕生し、番組内番組となった（このスタイルは初代の降板まで続いた）。
子供は2012年8月30日から「2代目」、2013年10月10日から「3代目」、2015年4月23日からは「4代目」、2017年4月6日から2020年4月2日まで「5代目」が担当した。
オープニングBGMは伊武雅刀の「子供達を責めないで」。
2020年4月2日放送分にて「5代目」が卒業した後、しばらくコーナーの休止が発表された。

### 過去のレギュラーコーナー
モテない替え歌
モテない歌詞で替え歌を作るコーナー。元々は『木曜JUNK・アンタッチャブルのシカゴマンゴ』のコーナーであり、同番組の最終回にてゲスト出演していた山里がコーナーを譲って欲しいと懇願、それを山崎弘也（アンタッチャブル
）が了承したためコーナーが引き継がれることになった。曲によってはBGM（曲のカラオケ）が付き、女性歌手の場合は声優の小林未沙が歌を担当する。「もてない夏フェス」「モテない紅白」などのスペシャル企画では、男性歌手の場合ゲストが呼ばれるほか、山崎が数回ゲスト出演した。
その後、山里が小林の歌唱力を高く評価し、当番組で歌手デビューが決定。そして2013年1月9日に、小林の歌唱による楽曲「家政婦?OK!」（作詞：不毛な議論リスナー、作曲・プロデュース：前山田健一）がiTunes等で配信された。
提供のコーナー
構成作家・伊部考案。後ろ向きな架空のスポンサーとキャッチコピーを投稿する。「この番組は〜の提供でお送りしました」のように、サウンドステッカーで紹介・使用される。
即席ビフォーアフター
構成作家・伊部考案。旧タイトル「カッコよくするコーナー」。番組からお題に対して何か一言を追加していくことで、そのものをカッコよくするコーナー。コーナー開始当初は、冒頭で雰囲気作りのため番組構成作家せきしろが持参してきたどうでもいいものを良い声で朗読するのがお決まりであった。
軟式ツイッター
プロデューサー・池田考案。Twitterの文字制限数である140文字以内での一言ネタを募集。当初はレギュラーコーナーを見送られたが、サウンドステッカーで使えるということによりコーナー化。
浅香光代のあたしゃ許さないよ
構成・せきしろ考案。「あんた本当に土下座したのね。でもね、あたしゃ許さないよ!」のように許されそうで結局は許され（感謝され）ない内容のネタを、山里が浅香光代のモノマネをしながら読む。コーナーの導入部にはテーマ曲である浅香光代と世志凡太がデュエットした「あんたがストレス」が突然掛かり、山里が「なんですか? これ」などと惚ける所から始まる。当初はポッドキャスト限定コーナーだったが2010年11月より昇格。
行き場の無いメール
元ディレクター・今村考案。どのコーナーでもない意味不明な投稿を紹介する。FAX・メールに時間を割き一回きりで終了。
ソースどこですか?
構成作家・セパ考案。「姉のバイト先の先輩から聞いたんだけど…」など「ソース（情報源）」不明瞭な噂を募集。ネタよりも、「ソース」の方が暴走し、2回目の新コーナー祭りで新コーナーが目立っていく中でフェードアウトしていった。
魔法の言葉
山里考案。芸能人をこき下ろしてフォローの一言を添えるコーナー。1回で終了。
真剣20代しゃべりバージン
AD・廣重考案。どうしたら「バージン」を卒業できるのかを山里に相談するコーナー、1回で終了
ブーイングのコーナー
技術・渡辺考案。イライラする投稿を募集する。1回で終了
にしおかすみこイントロクイズ
構成作家・せきしろ考案。山里がにしおかすみこの声真似をしながら「に〜し〜」と出題し、そのつど解答者が「にしおかすみこ!」と答えるが不正解という設定で、代わりの「にし」から始まる答えをリスナーに送ってもらった。2010年11月3日の放送で正解を連発させて終了した。
どちらまで?
構成作家・セパ考案。旧タイトル「運転手さんのコーナー」。この時間にラジオを聴いているであろうタクシーの運転手が、お客さんとの会話に使えそうな話を披露する。採用されたものの数回でフェードアウト。
声変わり
技術・渡辺考案。旧タイトル「最新エフェクト紹介のコーナー」。「最新の」ボイスエフェクターを通すことにより元の意図とのギャップを楽しむコーナー。
親のネタ子知らず
番組を聴いており、実際にネタ投稿まで行う山里の実母、ラジオネーム「パイパンかあちゃん（第1回のメールテーマで募集をかけて採用されたラジオネーム。ホームページでは「パイ○○かあちゃん」と表記されている）」のためだけのコーナー。毎週山里にまつわるテーマを決めて募集を行う。また、パイパンかあちゃんを名乗る一般リスナーのメールも読まれる。その際本当のラジオネームも一緒に読まれる。屈指の不人気コーナーで、実母からしか投稿がないときがあった。さらに実母もネタ切れを起こしてしまったため、半年で終了した。
河童2010
セブンティーンズマップ選手権
尾崎豊の名曲「十七歳の地図」の伝説的な曲フリのライブMCをお手本にして、新しい「セブンティーンズマップ!」への持っていき方を考えるコーナー。
週刊「男気・加藤浩次」
山里提案。「あんな男気あふれる男は加藤さんじゃないか?」という情報など、「加藤浩次的」な男気あふれるエピソードを募集するコーナー。
妄想さん、いらっしゃい!
番組が用意した妄想の会話音声に対して、リスナーが生電話で受け答えしていくコーナー。中期以降は会話を投稿募集し、山里が田中みな実（当時TBSアナウンサー）の言う台詞に反応する形となっていた。男性側の内容も投稿が採用された。
真実2011 → 真実2012
世の中の真実に目を向けるコーナー。内容はリスナーにとってやたら都合のいいものが多い。ネタはサウンドステッカーで使用・紹介される。
ポンコツ円陣
円陣を組んで、ある人物や物などを盛り上げてゆく、掛け合いのセリフを紹介するコーナー。
ラジオ深夜便（しんやべん）
心温まるエピソードや感動したエピソードなど、ただ単に「いい話」を山里アンカーが紹介するコーナー。名前の由来は、裏番組であるNHKラジオ第1放送『ラジオ深夜便』のパロディ。BGMは本家のテーマ曲である「THE CHANCE YOU TAKE」。
軟式女子ゾクゾク部
女性にされたらゾクゾクすることを真剣に研究する、「即席ビフォーアフター」の系譜を継ぐ妄想系コーナー。投稿は「女性限定」としているが、常連らしき名前に「スイーツ」等女性が喜びそうな名前や女性の名前が混じったものが多く届いている。途中から単なる下ネタ関連の投稿が多く取り上げられてコーナーが崩壊しつつあり、その場合山里がリスナーに「童貞は送ってくるな!」と脅迫してくる。
不毛な議論ホームページ紹介文
番組を熱く紹介する文章を募集するコーナー。採用された投稿は「子供たちを責めないで」内のコーナー「水曜JUNK・ぼく、こどもだよ!」の中で最後に、カッコいいBGMとTBSアナウンサー・蓮見孝之による読み上げで紹介されると共に、不毛な議論ホームページに掲載される。ノベルティグッズは「子供師匠バッジ」。
グータンチ○ポ
RN古いピエロ考案。タイトルは『グータンヌーボ』（関西テレビ・フジテレビ系）のパロディ。「エクステ」、「ナチュラルガーリー」といった「オシャレ用語」に、リスナーが全く違う意味付け（大半は下ネタ）をするコーナー。RN古いピエロ曰く「オシャレ用語に○液をぶっかけてやりたい」とのこと。「コーナー総選挙」での人気は非常に高く、山里やスタッフの下馬評を見事に覆して1位。きわどいタイトルだが、意外に女性リスナーの投稿もよく読まれた。
綺麗な花が咲きました
RN鳥獣戯画ジャクソン考案。モテなかった過去のせつない話を紹介し、最後にせめて前向きに終わろうと、「綺麗な花が咲きました」で締めるのがお約束。しんみりする話を紹介するコーナーなので、このコーナーだけは笑いはない。
ハッシュタグ65点の女
構成作家陣考案。Twitterで、「#65点の女」というハッシュタグを貼り、そこでつぶやかれてしまうような女はどんな女かを想像するコーナー。フリートーク、テーマメール紹介後の最初のコーナーとして放送されることが多い。途中から過去のコーナー同様コーナーが崩壊し、お題とは別タイトルの「ハッシュタグ○○の××」（「ハッシュタグ100点の女」、「ハッシュタグ0点の桂歌丸」など）と言うネタが登場し、さらには「ハッシュタグ」というフレーズが付いていれば何でもよくなっている。
ドゲザーしようぜ!
サウンドステッカー用のコーナー。架空の訂正とそれに対する謝罪を募集。ナレーションは鈴木順（当時TBSアナウンサー）。
ばかほこたて
『ほこ×たて』（フジテレビ）のパロディ。『ほこ×たて』で取り上げる程ではないが、戦わせたら面白そうな勝敗が気になる2つの物事を送ってもらう。途中から、様々なシチュエーションにおける女性芸能人の妄想2種類を比較するネタが多く取り上げられるようになった。本家『ほこ×たて』が不祥事で打ち切りになったことに伴い終了。
勝手にスピリチュアル
芸能人や有名人の前世を、その人の特徴や個性から勝手に霊視するコーナー。
仮面ライダーナニソレ!?
ありとあらゆるものをモチーフとした仮面ライダーを考えてもらう。
子供大喜利
「子供達を責めないで」から発展する形で誕生。リスナーが考えた大喜利のお題が2つ出題され（うち1つは山里にちなんだもの）、翌週にリスナーから送られた回答が「子供」（「子供たちを責めないで」の3代目「子供」が続投）の声で読み上げられる。
こんなサキュバスはいい!
妄想系コーナー。男性の夢の中に理想の女性の姿で現れる悪魔・サキュバスに、どんな感じの誰の姿で来てほしいかを考えてもらう。
ゲス落語
山里扮する落語家・泥酔亭ゲスゲスが、リスナーから送られたゲスい落語を披露するコーナー。コーナー後半では波田陽区、小梅太夫といった、「エンタの神様」（日本テレビ）に出演した芸人のネタがよく読まれる。
週刊フモリッツ
「ハッシュタグ65点の女」での「ハッシュタグ野球マンガ「モーレツおち○ぽナイン」」というネタから派生して誕生。架空のマンガ雑誌「週刊フモリッツ」に連載されているマンガの情報を募集するコーナー。募集された連載マンガは冒険モノの「勇者ドブ太郎」とサッカーモノの「モーレツおち○ぽイレブン」、超能力モノの「ポンコツエスパー集団ヘーローズ!」。タイトルは番組スポンサーであるビッグコミックスピリッツに由来する。
母ちゃんにつっこまれたい
山里の母が考えたツッコミに対し、それに合うようなボケを送ってもらうコーナー。山里の母が南海キャンディーズのネタを自ら考えてきたことが始まり。「ツッコミ先行宣言」の発展型。
占い師さんを責めないで
山里には「自分に関わったものや人には不幸が起こる」というジンクスがあり（AKB48のじゃんけん大会で松井咲子を応援した直後に松井が敗退、一時期当番組の生放送前に頻繁に食べていたペヤングソース焼きそばがトラブルで回収・販売休止になるなど）、いつしか「死神」「デスラジオ」と呼ばれるようになったため、その事態を廣重ディレクターが心配して考案。リスナーからは、番組で占ってほしい「山里の○○運」を募集し、電話占い師に実際に占ってもらう。
エロしくじり先生 俺みたいになるな!
リスナーが「エロしくじり先生」となり、エロにまつわるしくじった経験を送ってもらう。タイトルは『しくじり先生 俺みたいになるな!!』（テレビ朝日）のパロディ。
もしも本気を出したなら
有名人が本気を出したら出来そうなことを募集するコーナー。BGMは西田敏行の「もしもピアノが弾けたなら」で、同曲の歌い出しをもじって「もしも○○が本気を出したなら、××することができるだろう」という文章で送ってもらう。
スピリッツ･今週の1ページ
ビッグコミックスピリッツの中から印象的なシーンやセリフ、ページをリスナーから募集し、それを「劇団不毛な議論」（山里とスタッフ。ゲストが助演することもある）がラジオドラマ形式で再現する。
テンプレゴーストライター
お題となるシチュエーションに合うような山里風の特徴的なツッコミ（通称「テンプレートツッコミ」）をリスナーに考えてもらうコーナー。山里が気に入ったツッコミは「即ボックス」行きとなり（「即」とは即戦力のこと。実際には毎回全て「即ボックス」行きだった）、実際に他番組で使用されることがあった。しかし、あまりにリスナーに頼りすぎた為、「けじめをつける」として終了となった。
バカレビュー
様々な商品における全く的外れな感想をインターネットのレビュー風に述べてもらう。
ツッコミ先行宣言
あらかじめ発表されたお題のツッコミに対し、リスナーがそれに合わせたボケを考える。元は「アンタッチャブルのシカゴマンゴ」内のコーナーで、「他力本願ライブ」（後述）の開催に伴い、期間限定で2度復活。ツッコミの声は最初の復活時には柴田英嗣、2度目は山里が担当。
あるあるクロスカウンター
会話文形式で、様々なあるあるに対して一言返して台無しにさせるコーナー。
ドブ美ちゃんの日常
山里扮する見た目はブスだがピュアな心を持つ女の子「ドブ美ちゃん」の日記やブログに書いてありそうな文章を送ってもらう。初回のみコーナー名が「心の優しいブス」だった。2018年3月8日の放送でコーナー終了。
ザ・フモフィクション
山里がドキュメンタリー番組『ザ・ノンフィクション』のナレーションを担当したことがキッカケとなり発足されたコーナー。リスナーから募集したナレーション風のネタを『ザ・ノンフィクション』風に山里が読み上げ、終わりには本家のオープニングテーマである中孝介の『サンサーラ』が流される。なお、このコーナーが行われて以降、このコーナーが原因で本家のザ・ノンフィクションのナレーションに呼ばれなくなったと山里は自虐的にネタにしている。2020年3月26日の放送でコーナー終了。
効果音女子
お題となる効果音の後に、女子に言ってほしいセリフを募集。ネタは女子の声で読み上げられる。番組終盤に行われ、採用者はCMを挟んだ後にまとめて発表される。タイトルBGMは加藤ミリヤの「ディア・ロンリーガール」、コーナーBGMはS.E.N.S.の「やさしさの選択」（ドラマ『振り返れば奴がいる』サウンドトラックより）。2020年7月30日の放送で女子の声の主が同年8月をもって産休入りすることに伴い一旦終了。声の主がコーナー終盤に登場し正体を明かした。
なんでもランキング!初見でドン!!!
ありとあらゆるランキングをリスナーに考えてもらうコーナー。タイトル通り、山里はネタを事前に下読みせず全て初見で紹介する。元々は2016年5月5日のメールテーマ「山里がランクインしていそうなランキング」で、山里がメールを読めなくなるほど爆笑したことがきっかけでコーナー化された。2020年10月8日放送分にて終了。
うちあてじゃない
リスナーから番組に届いた「これはうちあてじゃない！」というメールを紹介するコーナー。2020年10月8日放送分にて終了。
どあたまのメール
リスナーの日常を番組冒頭に紹介するコーナー。2020年10月8日放送分にて終了。
古畑任三郎でした
リスナーが解明した事を山里が古畑任三郎風に読み上げるコーナー。採用されたネタはCM明けのジングルとして使用される。2020年10月8日放送分にて終了。
リズムネーター
2020年10月1日放送分にて行われた「新コーナー・グローバルオーディション」で採用された、番組スタッフ考案のコーナー。リスナーから何らかのリズムと、それに乗せて言いたい言葉を募集する。
2020年10月29日放送分にて、「伊集院光 深夜の馬鹿力」のコーナー「あの歌はこう聞こえたら、もうオシマイ。」に似ているというリスナーからの指摘から、直前の放送で伊集院をゲストに迎えた手前、失礼になるという理由から同日にて終了した。
スピリッツ 今週のQにあの人が答えたら?
ビッグコミックスピリッツの巻末に載っている「今週のQ」（同じ1つの質問に同誌連載中の漫画家が回答するコーナー）に、有名人が答えたらどうなるかを予想するコーナー。コーナーBGMはPE'Zの「Akatsuki」（ベストアルバム『侍JAZZ -PE'Z standard tracks-』に収録されているバージョンが使用されている）。2015年頃から6年にわたり続けられてきたが、2021年3月25日放送分にて終了した。なお、スピリッツのコーナーは2021年4月からは金曜JUNK『バナナマンのバナナムーンGOLD』内に移し、新コーナーとして新設予定。
深夜の天の声
2020年10月1日放送分にて行われた「新コーナー・グローバルオーディション」で採用された、RN:父は公務員考案のコーナー。
とある朝の番組の「天の声の友達」である山里亮太が、爽やかな朝には言えない不平不満、願望、疑問などを、天の声の代わりに吐き出してあげるコーナー。
私はコントやと思う
2021年4月より開始したコーナー。M-1グランプリ2020の優勝ネタであるマヂカルラブリーの漫才を「私はコントやと思う」とコメントした松嶋尚美のように、反応を怖れずに堂々と自分の意見を言うコーナー。
転生したら〇〇だった。
2020年10月1日放送分にて行われた「新コーナー・グローバルオーディション」で採用された、RN:非常勤パンダ考案のコーナー。
リスナーから「転生したら〇〇になっていた！」「何に転生していたのか、そして、その後どうなったのか？」などの行動や展開を送ってもらうコーナー。
どうした！IKKOさん！
IKKOがどうかしている状態のコメントを募集するコーナー。
当初のタイトルは「たとえて！IKKOさん！」であり、凄腕シェフのハンバーグを食べて「ミートボール感がすごい出てる」とコメントしたことからIKKOが言いそうな独特な例えを送ってもらうコーナーだったが、リスナーが考えるIKKOの例えが常軌を逸していたため、リニューアルされた。2025年3月12日放送分にて終了。

### 過去の企画
六本木移住計画
地下鉄で見かけたホームズの広告「ホームズくん史上最強の難問」（2010年8月に実施された、正解者1名は東京・港区の高級賃貸物件に2年無料で住めるというキャンペーン）をリスナーに解いてもらい解答を募集し、正解者が出て当選すれば、その部屋から生放送をしようと企画した。しかしその後の当選者発表により、リスナーに当選者がいなかったことが分かり企画は終了した。

## テーマ曲
オープニングテーマ
- SUEMITSU & THE SUEMITH「Soul Accident」 - ベスト・アルバム「Best Angle for the Pianist - SUEMITSU & THE SUEMITH 05-08 -」に収録されているバージョンが使用されている。

エンディングテーマ
- 週替わり（2010年4月 - 2011年2月）
- 山里の両親「Greatful days」（2011年3月 - 2011年12月）
- 山里の両親「マル・マル・モリ・モリ!」（2011年12月 - ）

## スペシャルウィーク企画

### 2010年
- 4月22日 - ゲストブッキングスペシャル
- 6月24日 - 円山町全面中継!ノイズがのったらごめんねスペシャル!!
- 8月26日 - モテない夏フェス2010!
- 10月21日 - ラジオドラマスペシャル
- 12月16日 - 輝け!2010年不毛な議論ベスト10!

### 2011年
- 2月24日 - 番組終了か!? "不毛な議論"オーディションスペシャル!!
- 4月21日 - 偉人たちが偉業を達成した34歳の年に、なにか歴史に残る放送をしたい!
- 6月16日 - モテない替え歌スペシャル!
- 8月25日 - 子供たちを責めないでスペシャル!
- 10月20日 - さよなら今村ディレクター! 輝け今村ベスト10!
- 12月15日 - 輝け! 2011年不毛な議論ベスト10!

### 2012年
- 2月23日 - シネマハスラー宇多丸 vs シネマゲスラー山里!
- 4月19日 - 第1回新コーナー総選挙!
- 6月14日 - 安田大サーカス・クロちゃんスペシャル!
- 8月23日 - 2代目子供師匠オーディション
- 10月18日 - 赤坂ブラブラクエスト
- 12月13日 - 他力本願ライブ前夜祭&不毛な議論オリジナルソング完成披露スペシャル!

### 2013年
- 2月21日 - ニューヨークかぶれのキングコング西野をぶっとばせスペシャル!
- 4月18日 - ザキヤマ春のパン祭り!in山里テラスハウスバースデースペシャル!
- 6月13日 - Mr．ゴシップ!東野先生、登場スペシャル
- 8月29日 - アンガールズ田中と山里亮太 積極的なブスふたり10倍返しスペシャル!
- 10月24日 - おれたちクズ芸人と呼ばれてスペシャル!
- 12月12日 - 大博打!レジェンド・バラドル井森美幸さん不毛にようこそスペシャル!

### 2014年
- 2月20日 - 山里アウト?マツコ・デラックス深夜の大騒ぎスペシャル
- 4月24日 - 日本エレキテル連合と生で「ダメよ〜ダメダメ!」スペシャル!
- 6月12日 - ゴールデンボンバー・歌広場淳と「女々しくてつらいよ〜」スペシャル!
- 8月28日 - 真夏の大喜利甲子園スペシャル!
- 10月23日 - 欲望丸出し!秋の妄想ぼんぼん収穫スペシャル!
- 12月11日 - 手島優とおのののかを100点にしようスペシャル!

### 2015年
- 2月19日 - 山里&リスナー、東野さんに進路相談スペシャル!
- 4月23日 - クズ三銃士リターンズ!
- 6月11日 - ノンスタイルを利用してJC・JKのハートを鷲づかみ!
- 8月27日 - 真夏の大喜利甲子園2015!
- 10月22日 - 山里亮太、結婚バーチャル体験!
- 12月17日 - 南海キャンディーズ第2章スタートスペシャル!

### 2016年
- 2月18日 - 他力本願ライブ3前夜祭スペシャル!
- 4月21日 - 今、山里が潰したい若手芸人スペシャル!
- 6月16日 - 山里ハンター東野、天狗になった山里の鼻をへし折るスペシャル!
- 8月25日 - 真夏の大喜利甲子園2016
- 10月20日 - 山里&バカリズム、秋の悪口ハロウィンスペシャル!
- 12月15日 - 南海キャンディーズの不毛な議論

### 2017年
- 2月23日 - 山里のブレーキをぶっ壊せ!とろサーモン久保田と言いたいことも言えないこんな世の中に毒づくスペシャル!
- 4月20日 - ついに不惑の40歳!山里亮太・生誕祭スペシャル!
- 6月15日 - イケてる女子は不毛な議論をどう思うのかスペシャル!
- 8月24日 - 真夏の大喜利甲子園2017
- 10月19日 - 今度こそ!安田大サーカス・クロちゃんスペシャル!
- 12月14日 - 南海キャンディーズの不毛な議論

### 2018年
- 2月29日 - 単独ライブ「他力本願」延長戦
- 4月19日 - 勝手に任命!不毛な議論・新生活応援大使!とろサーモン久保田に悩み相談スペシャル!
- 6月14日 - 違う、イニエスタじゃない!同期のダイアンとゴイゴイスー!スペシャル
- 8月2日 - 真夏の大喜利甲子園2018
- 10月18日 - 安田大サーカス・クロちゃんからアイアンハートを学ぼう!

## ゲスト
事前録音によるものも含む
- アンタッチャブル（山崎弘也、柴田英嗣）[注 4]
- 日笠陽子
- 品川祐（品川庄司）
- ももいろクローバーZ
- 浅香光代
- 花澤香菜
- カンニング竹山
- ぱすぽ☆（根岸愛、岩村捺未）
- Nina
- SARAH
- ヒャダイン
- 廣田あいか（私立恵比寿中学）
- 大根仁
- 田中みな実（当時TBSアナウンサー）
- 松井咲子【番組内でのあだ名は、「どいねちゃん」】
- 宇多丸（ライムスター）
- 東野幸治
- ビビる大木
- 錦戸亮（関ジャニ∞）
- 安田大サーカス
- 恵比寿マスカッツ（永作あいり、瑠川リナ、かすみ果穂、希志あいの、西野翔）
- 若林正恭（オードリー）
- R藤本
- 本間正人[16]
- 博多華丸（博多華丸・大吉）
- ハライチ
- さらば青春の光
- 西野亮廣（キングコング）
- ネゴシックス
- ベッキー
- BiS（プー・ルイ、ヒラノノゾミ）
- バナナマン
- アフィリア・サーガ（アリア・M・ミルヴァーナ、コヒメ・リト・プッチ）
- 田中卓志（アンガールズ）
- 千鳥
- 鈴木拓（ドランクドラゴン）
- ウーマンラッシュアワー
- 有野晋哉（よゐこ）
- 井森美幸
- aiko【aiko本人が番組へメールを送った際のラジオネームから、番組内では「ちんさん」と呼ばれている】
- マツコ・デラックス
- 歌広場淳（ゴールデンボンバー）
- SEKAI NO OWARI
- 日本エレキテル連合
- 片岡正徳（オオカミ少年）
- 宮戸洋行（GAG少年楽団）
- 大久保佳代子（オアシズ）
- 手島優
- おのののか
- 8.6秒バズーカー
- NON STYLE
- 銀シャリ
- コロコロチキチキペッパーズ
- 山崎静代（南海キャンディーズ）【番組内では「ギガンテス」とあだ名を付けられている】
- エル・カブキ
- ライス
- バカリズム
- 空気階段
- 和牛
- 久保田かずのぶ（とろサーモン）
- うしろシティ
- ラブリ
- ラブレターズ
- 笑い飯
- ダイアン
- ゴッホ向井ブルー
- 寺内ゆうき（ランパンプス）
- 伊集院光
- 早坂ガブ
- 錦鯉
- 見取り図
- 古舘伊知郎
- TERU（GLAY）
- ストレッチーズ
- 宮野真守
- ぱーてぃーちゃん
- おいでやすこが（おいでやす小田、こがけん）
- パーパー
- エルフ
- ママタルト
- オズワルド
- 男性ブランコ
- トム・ブラウン
- 森本慎太郎（SixTONES）
- あの

## ノベルティ
- 山里の荷車グッズ - 現在のノベルティ。毎週気に入ったFAX・メールを投稿したリスナー3名に贈呈される。
- アナちゃん缶バッジ - 毎週気に入ったFAX・メールを投稿したリスナー5名に贈られていた。
- 熊食い - 2012年8月まで、スペシャルウィーク限定で最も気に入ったFAX・メールを投稿したリスナー1名に贈られた。

## DP交換賞品リスト
- 山里の荷車グッズ - 10DP。前述のノベルティと同じもの。
- 山里サイン入り台本 - 30DP
- 山里ボイスメッセージ - 50DP
- 山里のスーツ - 200DP、限定6着

## 過去のDP交換賞品リスト
- 南海キャンディーズプリクラ - 30DP
- ビッグコミックスピリッツ・不毛な議論仕様の特別表紙デザインシート - 50DP
- 『たりないふたり』のパネル - 100DP

## イベント
- 不毛な合コン（2010年7月28日・赤坂サカス内サカスステージ）
  - 番組初のイベント。山里、構成作家（当時）・せきしろ、サブ作家・セパタクロウの3人と、女性リスナー3人×2組で合コンを行った。しかし、セパの「理科の実験で水素を燃やす音」のモノマネや、せきしろの「箸で豆を移動させるゲーム」などウケない芸を連発した挙句、「偽りなしの不毛っぷり」をさらすことになった。その模様の一部は当日に放送された。
- 他力本願ライブ2（2012年12月21日・草月ホール）
  - リスナーが考えたネタを芸人本人が披露するお笑いライブ。この企画は元々「アンタッチャブルのシカゴマンゴ」のコーナー「ツッコミ先行宣言」から派生したもので、2009年8月29日に第1弾が開催された。今回の出演は、南海キャンディーズ、トータルテンボス、アンガールズ、東京03、R藤本、さらば青春の光。その模様の一部は同年12月26日に放送され、スタジオにはさらば青春の光がゲスト出演した。
- さらば青春の光単独公演 おまけつき!（2014年5月5日・草月ホール）
  - このイベントが開催されるきっかけは、前述の2012年12月27日にさらば青春の光がゲスト出演した際、自身の単独ライブのチラシがわら半紙に印刷されたシンプルなものだったことを明かし、翌年9月26日に再び出演した際に山里が「俺が2人のためにツルッツルのチラシを作ってやる!」と宣言したことによる。チラシのイラスト及び製作者はリスナーから募集し、完成したチラシはライブの入場客全員に配布された。ライブではさらば青春の光によるネタの他、山里とのユニットコントも2本披露された（うち1つはリスナーが考えたもので、そのコントは同年5月8日に放送）。さらに、ライブの幕間ではTBSラジオ『荻上チキ・Session-22』のパロディ音源（サキュバスを特集し、パーソナリティの荻上チキと「サキュバスの専門家」という設定のセパタクロウが語り合う内容）が流された。
- 他力本願ライブ3（2016年3月12日・草月ホール）
  - 他力本願ライブの第3弾。出演者は南海キャンディーズ、アンガールズ、どぶろっく、三四郎、R藤本、メイプル超合金。その模様の一部は同年3月17日に放送され、スタジオにはR藤本がゲスト出演した。
- 井森美幸30周年記念イベント（2016年3月12日・草月ホール）
  - タイトル通り井森美幸のデビュー30周年を記念して開催。しかし、井森の所属事務所・ホリプロがイベント開催に向けて全く動かず、最終的にその権利を山里に委ねたことがきっかけとなり、当番組のイベントとして開催が決定。イベントは井森がデビュー曲『瞳の誓い』を歌って開始（このシーンは同年3月17日に放送。最終的にはアンコールを含めて合計4回歌唱）。井森がかねてからやりたかったという始球式、朗読劇「あの日見たダンスの名前を僕達はまだ知らない。」、井森とR藤本によるロケVTRの上映が行われたほか、南海キャンディーズが11年ぶりに新ネタを披露した[17]。
- 他力本願ライブ4（2017年2月26日・品川インターシティホール）
  - 他力本願ライブの第4弾。出演者は南海キャンディーズ、アルコ&ピース、うしろシティ、ハライチ、R藤本。その模様の一部は同年3月3日に放送された。また同日、このイベントに先駆け『仁義なきネタライブ～品川死闘篇～』（出演：アルコ&ピース、うしろシティ、ハライチ、まんじゅう大帝国、ペンギンズ、アンガールズ）が開催された。
- 南海キャンディーズ初単独ライブ『他力本願』（2018年2月16日、17日・東京グローブ座）
  - 南海キャンディーズにとって初の単独ライブ。南海キャンディーズ自身の新ネタ、リスナーが考えたネタを合わせて披露。また、2017年12月8日放送分にて山里からの依頼により塚本直毅（ラブレターズ）がコントを提供することが決定し、当日のコントには塚本も客演した。同年4月11日には、このライブの模様を収録したDVDが発売された。
- 他力本願ライブ5（2019年8月24日・ヒューリックホール東京)
  - 他力本願ライブの第5弾。出演者は南海キャンディーズ、アルコ&ピース、うしろシティ、ハライチ、空気階段。ネタを提供したリスナーの1人はさとなかほがらか。また同日、このイベントに先駆け『仁義なきネタライブ～有楽町死闘篇～』（出演：アルコ&ピース、うしろシティ、ハライチ、宮下草薙、キュウ、トム・ブラウン）が開催された。
- 他力本願ライブ6（2023年2月8日・LINE CUBE SHIBUYA)
  - 他力本願ライブの第6弾。JUNK20周年記念イベントの一環として開催。出演者は南海キャンディーズ、ウエストランド、空気階段、トム・ブラウン、錦鯉、ネルソンズ。

## ポッドキャスト
- 本編終了後のトークと、ポッドキャスト専用コーナーで構成されている（ただし、2014年4月10日は山里が本編終了後に体調を崩したため、本編のダイジェストが配信された）。
- 2016年6月よりポッドキャストによる配信が終了し、以降は「TBSラジオクラウド」にて本編のディレクターズカット版を期間限定で配信している。ただし回によっては本編に入りきらなかったトークを追加収録し、配信することもある。

### 過去のポッドキャスト用コーナー
ふつおた
番組に寄せられた普通のお便り（ふつおた）を紹介する。回によっては、本編で読まれなかったメールを紹介することもある。
真矢みきをあきらめさせる
「即席ビフォーアフター」からのスピンオフ。「あきらめないで」（茶のしずく石鹸のCM）でお馴染みの真矢みきを、あきらめざるを得ない状況にする。
土井たか子の誰でも任命しちゃうわよ
山里考案。山里が、衆議院議長時代に村山富市の内閣総理大臣任命を発表した土井たか子のモノマネで、村山富市や有名人を様々な役職に勝手に任命させるコーナー。
森進一じゃない
山里が森進一のモノマネで、森進一かと思いきや実は全く関係ない自己紹介ネタを読むコーナー。
ジャックバウアー
構成・せきしろ考案。それっぽいテンションで読むと「ジャック・バウアーだ」と聞こえる台詞を募集。ちなみに、『スッキリ!!』（日本テレビ系）で山里が務める「クイズッスの天の声」をジャックバウアーの声で行い、視聴者から批判がきた事が過去に一度だけあった。山里によると「ポッドキャストを本放送終了後録音しているので、切り替えが上手くできなかった」としている（2010年9月2日配信）。
越後製菓
山里考案。越後製菓のCMで高橋英樹が使っていたフレーズ「正解は、越後製菓」に対する問題文を募集。過去に『伊集院光 深夜の馬鹿力』で行われたコーナー「早押しクイズQQQのQのQ」と同様。「バカはサイレンで泣く」のコーナーお題より流用。
どんだけー
「ジャックバウアー」から派生。それっぽいテンションで読むとIKKOのフレーズ「どんだけー」と聞こえる台詞を募集。台詞を読んだ後にそこから山里が独自で物語を作っていくことがある。
やめてぇ!
更に「どんだけー」から更に派生。それっぽいテンションで読むと横山弁護士の「やめてぇ!」と聞こえるセリフを募集。セリフを呼んだ後にそこから山里が独自で物語を作っていくことがある。
天使2010 → 天使2011
構成作家・セパ考案。自分にあった割に合わないラッキーな出来事を送ってもらう。当初は本放送でのコーナーだったが「浅香光代のあたしゃ許さないよ」（先述）と入れ替わりで降格。

## スタッフ
- プロデューサー：廣重崇（TBSグロウディア、番組開始当初はAD）[18]、宮嵜守史
- ディレクター：田中賢志郎[18]
- 構成：小川浩之[19]、佐藤俊明、セパタクロウ[20]
- ミキサー：村内

### 過去スタッフ
- プロデューサー：池田卓生（TBSラジオ）、
- ディレクター：今村芳文（当時TBSプロネックス、現TBSグロウディア）
- 構成：せきしろ、伊部譲二
- AD：園川（通称：ドーテーちゃん）